# 라미 하마데
라미 카말 아네스 하마데(아랍어: رامي حمادة, Rami Kamal Anes Hamadeh, 1994년 3월 24일 ~ ), 라미 하마디(Rami Hamadi)로 알려진 팔레스타인의 축구 선수로, 포지션은 골키퍼이다. 현재 Al-Markhiya 소속이다.